# 사물의 핵심
사물의 핵심(The Heart of the Matter)은 그레이엄 그린이 1948년 발표한 소설이다.
주인공 스코비는 아프리카의 영국식민지 경찰관이다. 카톨릭의 신자인 여성과 결혼할 때에 자기도 가톨릭으로 개종하였다. 정직한 사나이지만 어떤 사건을 취조할 때에 범법자에 대한 연민의 정으로 그의 죄를 봐주고 만다. 그의 불행은 여기에서 시작된다. 다음에 자기가 모르는 사이에 상업상의 분쟁에 휩쓸려 수회(收賄)의 의심도 받게 된다. 아내는 그에게 애교를 떨어 그가 마련한 돈으로 여행을 떠나고, 아내가 집을 비운 사이에 난파(難破)로 상륙한 여성을 사랑하게 된다. 이를 탐지한 아내는 그를 성당에 데리고 가서 고백을 시키려 하나 그는 처도 여인도 다치지 않게 할 생각으로 거짓말을 한다. 그러나 그 후 신을 배반한 것을 깨닫고 자살한다. 그때에도 아내에게 걱정을 남기지 않으려고 협심증(狹心症)으로 죽은 것처럼 꾸민다. 평범한 인간의 마음속에서 신을 찾는 길을 더듬는 작품이다.